# Automotrice à grande vitesse
El AGV (sigla del francés: Automotrice à grande vitesse) es un tren eléctrico de unidades múltiples de alta velocidad de ancho estándar diseñado y construido por Alstom. 
El AGV está compuesto por configuraciones de siete a catorce vagones, con capacidad para 245 a 446 personas. Los trenes se construyen a partir de unidades que comprenden tres vagones (cada uno con un transformador y dos paquetes de electrónica de tracción ubicados debajo de los vagones) y remolques de conductor de un solo vagón. La velocidad máxima comercial es de 360 km/h y pueden circular con 25 y 15 kV ca y 1.5 y 3.0 kV cc. Posee ERTMS y otros sistemas de seguridad. 
El diseño del tren se llevó a cabo a principios de la década de 2000, con un prototipo, "Pégase" , producido en 2008. La empresa de transporte italiana NTV ordenó 25 trenes en 2008 (clasificados como ETR 575) con servicios a partir de 2012.
Según Alstom, las ventajas del AGV son: mayor área de asientos por longitud de tren (en comparación con un TGV de un solo piso); ventajas de seguridad y mantenimiento del diseño de articulación de bogie, así como una mayor eficiencia energética de los motores síncronos de imanes permanentes.
Otra innovación importante del AGV es la utilización de convertidores IGBT refrigerados con agua y el uso de motores síncronos  con imanes permanentes para la tracción y el freno dinámico. Según Alstom este sistema de tracción es un 20% más ligero, tiene menor consumo y ocupa menos volumen  que las generaciones precedentes.
A pesar de que un TGV a 330 km/h produce el doble de ruido que uno a 300 km/h,  el diseño del tren y la incorporación de deflectores de aire sobre los bogies así como el uso de materiales aislantes, permiten que el nivel de ruido a 360 km/h sea comparable al de generaciones anteriores de tren a 300 o 320 km/h.
Alstom indica que el nuevo AGV, cuyo desarrollo ha durado 14 años,  consume un 15% menos de energía que los TGV, permite bajar los costes de mantenimiento en un 30%, al tiempo que la capacidad útil aumenta en un 20%. El factor potencia/masa es muy elevado (22 kW/t). 

## Prototipo
- Prototipo Elisa, 2001: Se construyeron dos autocares; una cabina de conducción y otra intermedia, con bogies tanto de remolque como de motor; para la prueba, las unidades se conectaron a un conjunto TGV Reseau de cuatro automóviles. Las pruebas iniciales se completaron en mayo de 2002.
- Prototipo Pégase, 2008: A finales de 2005, Alstom inició el proceso de construcción de un tren de demostración AGV de 7 coches equipado con PMSM, con la mitad de los bogies motorizados. El vehículo de demostración, llamado Pégase ( Prototype Evolutif Grande vitesse Automotrice Standard Européen ) fue ensamblado en la planta de Alstom en La Rochelle, con bogies construidos en la planta de Alstom en Le Creusot. El prototipo fue presentado el 5 de febrero de 2008.[3]

## Clientes

### NTV

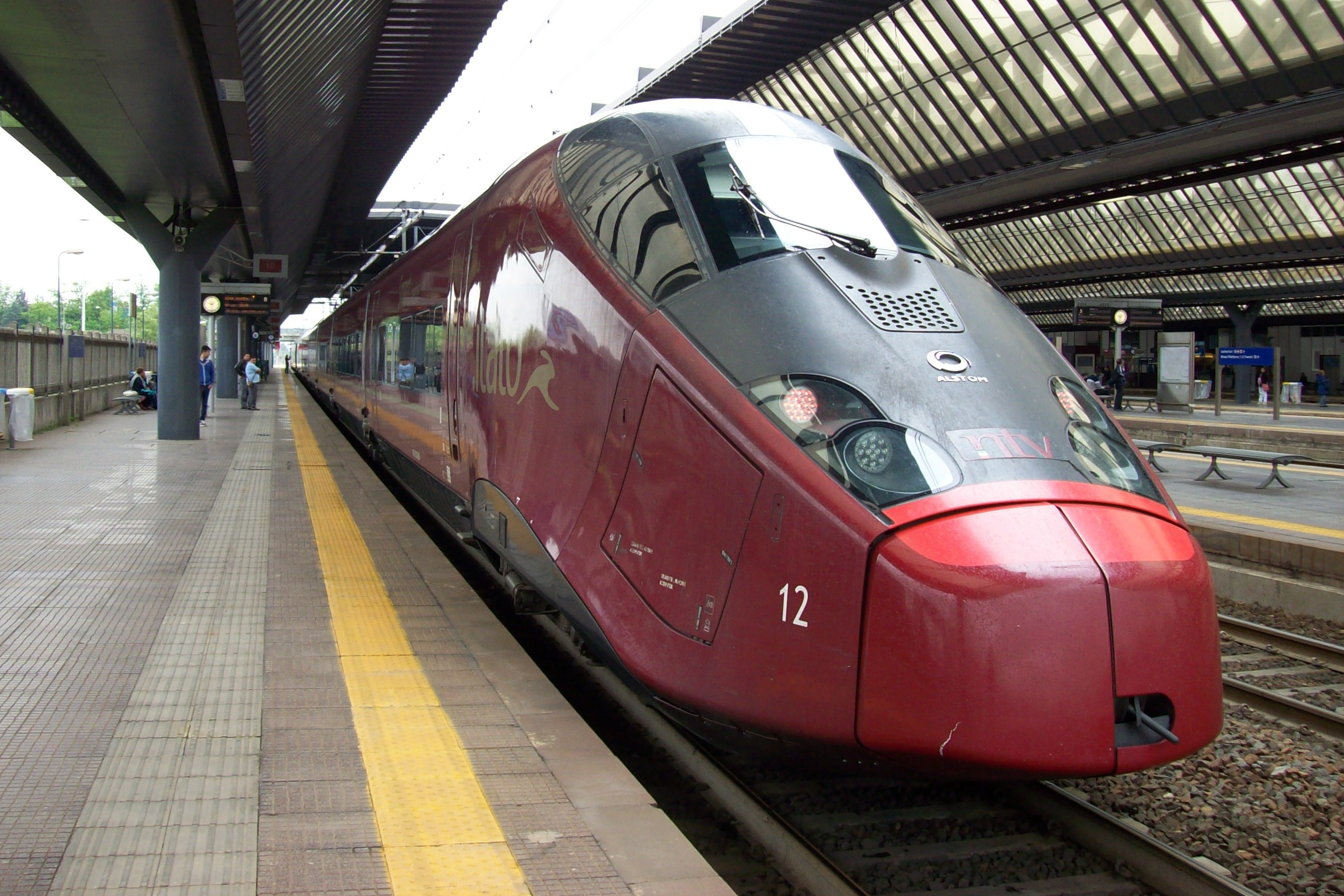
AGV NTV.

El primer cliente del AGV es el operador privado italiano Nuovo Trasporto Viaggiatori, que firmó un contrato en enero de 2008 para la entrega de veinticinco trenes en 2011 y 2012 . El contrato también cubre el mantenimiento de los equipos por parte de Alstom. 
Estos trenes están compuestos por once coches (unas 500 plazas), y son utilizados por NTV en los trayectos Turín - Nápoles (por Milán y Roma), Roma - Venecia (por Bolonia) y Turín - Ancona (por Milán) .
En 2010, el tren de prueba AGV comenzó a probar en Italia, alcanzando los 300 km/h (190 mph) en la línea de alta velocidad Roma-Nápoles. Las pruebas dinámicas se completaron en marzo de 2010.
Alstom no ha recibido ningún otro pedido hasta la fecha.

## Comparación con otros trenes de alta velocidad
|                                | Renfe Serie 103                                  | TGV Duplex Dasye    | AGV 11 cajas                               |
| Largo                          | 200 m                                            | 200 m               | ~ 196 m                                    |
| Masa                           | 425 t                                            | 390 t               | ~ 401 t                                    |
| Velocidad Máxima               | 350 km/h                                         | 320 km/h            | 360 km/h                                   |
| Plazas                         | 404                                              | 516                 | ~ 500                                      |
| Potencia                       | 8.800 kW                                         | 8.800 kW            | ~ 9.500 kW                                 |
| Tipo de tracción               | distribuida, 2 bogies por coche, 16 ejes motores | 2 cabezas tractoras | Bogies compartidos, todos los ejes motores |
| Costo por plaza (€ de 12-2006) | 63.922 €                                         | 50.368 €            | 54.000 €                                   |
| Fabricante                     | Siemens                                          | Alstom              | Alstom                                     |

- La disposición de los motores bajo el piso no permite la construcción de una versión AGV de dos pisos, por lo que el TGV Dúplex seguirá siendo de interés en relaciones de mucho tráfico.